# Artur Görlitzer
Artur Görlitzer (Francoforte sull'Oder, 22 giugno 1893 – Berlino, 25 aprile 1945) è stato un politico tedesco.
Fu membro del Reichstag e deputato Gauleiter di Berlino, come componente dello NSDAP.

## Biografia

### Origini e occupazione
Il padre di Artur Görlitzer era un funzionario delle ferrovie. Tra il 1899 e il 1910 Artur frequentò prima la scuola seminariale di Neuzelle, poi una comunità e una scuola secondaria a Berlino. Fino al 1914 lavorò come funzionario statale e municipale nell'allora indipendente Lankwitz. Allo scoppio della prima guerra mondiale, si arruolò volontario. Ferito tre volte durante il conflitto, ricevette la Croce di Ferro di I e II classe. Nel gennaio 1917 fu promosso tenente di riserva e nel maggio dello stesso anno venne fatto prigioniero di guerra in territorio francese. Lì, nel 1919, insegnò in un liceo militare prima di tornare nel Reich tedesco nel 1920. Nella vita civile Görlitzer continuò la sua carriera come impiegato statale: dapprima nuovamente impiegato a Lankwitz, si trasferì nel 1921 dopo l'incorporazione del quartiere nell'amministrazione comunale di Berlino. Dal settembre 1922 funzionario del Reichsfinanzverwaltung, lavorò prima presso l'ufficio delle imposte di Steglitz, poi presso quello delle imposte fondiarie a Berlino, per recarsi infine, in veste di segretario fiscale supremo e presidente del comitato dei dipendenti pubblici dell'ufficio delle imposte, a Friedrichstadt.

### Membro dello NSDAP
Artur Görlitzer entrò a far parte dello NSDAP nel 1928. Secondo le sue parole, "per bilanciare l'atteggiamento dei francesi e degli inglesi, ogni tedesco deve essere radicalmente nazionale", e che "la soluzione della questione ebraica è il problema decisivo della vita per il popolo tedesco".
Nel partito assunse, dal 1928 al 1933, funzioni sempre più elevate: inizialmente osservatore, salì alla posizione di leader distrettuale. A causa della sua attività politica fu sollevato dall'incarico nel 1930 nel Reichsfinanzverwaltung; una procedura penale di servizio avviata nel novembre 1931 fu interrotta nell'agosto 1932. Dal 24 aprile 1932 al 14 ottobre 1933 fu membro del parlamento prussiano.

### Nel Reichstag e deputato Gauleiter
Dopo la presa del potere dei nazisti, Görlitzer divenne, il 13 marzo 1933, vice Gauleiter a Berlino, mentre il Gauleiter era Joseph Goebbels. L'11 luglio 1933 entrò a far parte nel Consiglio di Stato prussiano e nelle SA fu promosso SA Gruppenführer il 9 novembre 1938.
Il 20 luglio 1934 Artur Görlitzer divenne consigliere a Berlino e dal 1941 fu direttore e manager della locale Deutschlandhalle AG e membro del consiglio di sorveglianza dell'ufficio di revisione della Deutsche Revisions und Treuhand AG. Al 13 marzo 1943, il diario di Joseph Goebbels fa riferimento a una celebrazione dell'anniversario di Görlitzer, affermando che fu suo vice per dieci anni.
Dall'inizio del 1944, Görlitzer si unì al Ministero degli Affari Esteri sotto il ministro del Reich Alfred Rosenberg. In questa funzione, fu per breve tempo, nella primavera del 1944, Commissario Generale del Distretto Generale a Žytomyr per il Reichskommissariat ucraino. Tuttavia, questo ufficio non aveva alcun significato pratico, poiché l'area era già stata riconquistata dall'Armata Rossa.
Artur Görlitzer e sua moglie Paula si suicidarono a Berlino il 22 aprile 1945, dopo che la città era stata presa dai sovietici. Il loro figlio Bruno era caduto durante la battaglia di Stalingrado nel 1943, mentre la loro figlia Anita emigrò negli Stati Uniti d'America dopo la fine del conflitto.